# Canihuel
 Canihuel  (en bretón Kanuhel) es una población y comuna francesa, situada en la región de Bretaña, departamento de Côtes-d'Armor, en el distrito de Guingamp y cantón de Saint-Nicolas-du-Pélem.

## Demografía
| 771 | 653 | 558 | 459 | 422 | 409 | 380 |
| Para los censos de 1962 a 1999 la población legal corresponde a la población sin duplicidades (Fuente: INSEE [Consultar]) |     |     |     |     |     |     |